# Johann Köppen (Jurist, um 1612)
Johann Köppen (* bald nach 1612; † 1682) war ein anhaltinisch-brandenburgischer Hofrat.

## Leben
Köppen wurde bald nach 1612 in eine protestantische Familie geboren. Der Geburtsort ist unbekannt. Er studierte in 1626 Wittenberg, 1630 auf dem Gymnasium Zerbst und von 1633 bis 1636 in Marburg. Er erhielt die Lic. jur. und unterrichtete am Gymnasium Zerbst. Er war ebenfalls Syndikus von Zerbst. 1643 wurde er geheimer Hof- und Regierungsrat bei Johann von Anhalt-Zerbst, wo er Martinus Milagius nach dessen Ableben 1657 als anhaltinischer Gesamtrat nachfolgte. Bereits 1647 wurde Köppen mit der Mitgliedsnummer 485 und den Namen „Der Dritte“ wohl in Anhalt in die Fruchtbringende Gesellschaft aufgenommen. Am 18. November 1664 wurde er kurbrandenburgischer Geheimer Etats- und Justizienrat bzw. Wirklicher Geheimer Rat in der Regierung Friedrich Wilhelms von Brandenburg mit 800 Talern jährlicher Besoldung.
Er hatte um 1630 Zusammen mit Rudolf Wendelin das kontroverse Glaubensbekenntnis des Patriarchen von Konstantinopel, Kyrillos I. Lukaris aus dem Lateinischen ins Griechische übersetzt. Am 4. Oktober 1682 wurde er in Cölln bestattet.